# ジュリアン・シモンズ
ジュリアン・シモンズ（Julian Gustave Symons、1912年5月30日 - 1994年11月23日）は、イギリスの推理作家、詩人。

## 経歴
1912年、イギリス・ロンドンに生まれる。後に伝記作家となるA・J・A・シモンズは兄である。
14歳の時に通っていた学校を退学。1937年、詩の雑誌"Twentieth Century Verse" を創刊し、2年間編集に携わった。戦前に犯罪小説家に転じ、またその解説者としての地位を確立した。初期のトロツキストであり、第二次世界大戦では反資本主義者として良心的兵役拒否を適用したが、裁判所に却下された。控訴はせず、1942年から1944年まで王立装甲部隊に所属し、戦闘とは無関係の怪我で免役となった。広告コピーライターを経て、1945年に『非実体主義殺人事件』でデビュー。1947年には専業作家となる。アメリカ探偵作家クラブよりエドガー賞 長編賞を受賞し、1982年には同協会から巨匠賞を授与される。1976年から1985年まで、ディテクションクラブの会長を務めた。
1972年に発表した『ブラッディ・マーダー―探偵小説から犯罪小説への歴史』（原題：Bloody Murder: From the Detective Story to the Crime Novel ）は、犯罪小説の分野で最も有名な評論作品の一つであり、1985年と1992年に改訂版が出版された。シモンズが特に注目していたのは、アガサ・クリスティーやジョン・ディクスン・カーのような古典ミステリと、心理状態や動機に重きを置いたより現代的な“犯罪小説”の違いだった。
1945年から死去する1994年までの間に、30以上の犯罪小説と短編集を出版した。シモンズの作品は（探偵が主人公の）探偵小説と、（犯罪者が主人公の）犯罪小説が多いが、後年には、現代のルース・レンデルやP・D・ジェイムズを思わせる、登場人物や心理状態を強調した犯罪小説寄りの作風にシフトしている。作品の傾向として、一般人が連続殺人に巻き込まれるものや、ブラック・ユーモアの利いた難解なプロットの作品がある。代表作は『殺人の色彩』（原題：The Colour of Murder 、1957年）、エドガー賞長編賞を受賞した『犯罪の進行』（原題：The Progress of a Crime 、1960年）、"The Man Whose Dreams Came True" （1968年）、"The Man Who Lost His Wife" （1970年）など。シモンズの作品は、一般大衆にあまり知られていない作品であっても、目利きの専門家などから評価の高いことが特徴である。
また、1920年代を舞台にしたシャーロック・ホームズのパスティーシュものを2作書いている。1975年に発表した『シャーロック・ホームズの復活』（原題：A Three Pipe Problem ）では、ホームズのマスクをかぶりホームズになりきったテレビ俳優のシェリダン・ヘインズが探偵役を務める。1988年には続編"The Kentish Manor Murders" が刊行された。1981年に刊行された『知られざる名探偵物語』（原題：The Great Detectives ）ではホームズが失踪事件解決のために隠遁生活から引き戻される「ホームズの隠遁生活はいかに妨げられたか？」というタイトルのホームズのパスティーシュを書いている。同作は"The Further Adventures of Sherlock Holmes" にも収められており、"The Adventure of Hillerman Hall" という、よりコナン・ドイルらしいタイトルが与えられている。1978年に発表し、1992年にテレビ映画化された"The Blackheath Poisonings" では歴史ミステリにも挑戦した。

## 作品

### 長編
- 非実体主義殺人事件 The Immaterial Murder Case (1945)
- A Man Called Jones (1947)
- Bland Beginning (1949)
- 二月三十一日 The Thirty-First of February (1950)
- The Broken Penny (1953)
- ねらった椅子 The Narrowing Circle (1954)
- 紙の臭跡 The Paper Chase (1956)
- 殺人の色彩 The Colour of Murder (1957) - 1957年、ゴールド・ダガー賞受賞
- The Gigantic Shadow (1958)
- 犯罪の進行 The Progress of a Crime (1960) - 1961年、エドガー賞 長編賞受賞
- ある殺人の肖像 The Killing of Francie Lake (1962)
- 月曜日には絞首刑 The End of Solomon Grundy (1964)
- The Belting Inheritance (1965)
- 自分を殺した男 The Man Who Killed Himself (1967) - "Arthur? Arthur!" として1969年に映画化
- The Man Whose Dreams Came True (1968)
- The Man Who Lost His Wife (1970)
- The Players and the Game (1972)
- 殺人計画 The Plot Against Roger Rider (1973)
- シャーロック・ホームズの復活 A Three-Pipe Problem (1975)
- The Blackheath Poisonings (1978)
- Sweet Adelaide (1980)
- The Detling Murders (1982)
- The Name of Annabel Lee (1983)
- クリミナル・コメディ The Criminal Comedy of the Contented Couple (1985)
- The Kentish Manor Murders (1988)
- Death's Darkest Face (1990)
- Something Like a Love Affair (1992)
- Playing Happy Families (1994)
- A Sort of Virtue: A Political Crime Novel (1996)

### 短編
- Murder! Murder! (1961)
  - ウィンブルドン・テニスの謎 The Wimbledon Mystery (1961)
  - Test Match Murder (1961)
  - グランド・ナショナル・レースの殺人 Murder on the Race Course (1956)
  - XX-2事件 The Case of XX-2 (1951)
  - The Unhappy Piano Tuner
  - A Pearl Among Women (1961)
  - 讃うべし、シェークスピア Credit to Shakespeare (1961)
  - 隠れた手がかり The Hidden Clue (1961)
  - The Wrong Hat
  - The Abent-Minded Professor
  - Each Man Kills
  - Time for Murder (1961)
  - 猫とねずみ Cat and Mouse
  - Picture Show
  - 魔術のように As if By Magic (1961)
  - Airport Incident
  - The Plaster Pekingese Comedy in Venice
  - The Invisible Poison
  - Little Man Lost
- Francis Quarles Investigates (1965)
  - ある日、広場で Strolling in the Square One Day (1962)
  - みどりごの口からも Out of the Mouths
  - サンタクロース・クラブ The Santaclaus Club (1960)
- How to Trap a Crook (1977)
  - 人格の実験 Experiment in Personality (1971)
  - 街の野獣 The Tiger's Stripe (1965)
  - モイラー―車を愛した女 The Woman Who Loved a Moter-Car
  - 花言葉は……悲哀 A Theme for Hyacinth (1967)
  - 殺人への八分間 Eight Minutes to Kill (1957)
  - お茶と唇のあいだ Twixt the Cup and the Lip (1963)
  - ドーヴァー街道で拾った男 Pickup on the Dover Road (1972)
- 知られざる名探偵物語 Great Detectives (1981)
  - ホームズの隠遁生活はいかに妨げられたか? How a Hermit was Disturbed in his Ritirement
  - ミス・マープルとセント・メアリ・ミード村 About Miss Marple and St. Mary Mead
  - その後のネロ・ウルフ─アーチー・グッドウィンの記憶をたどって In Which Archie Goodwin Remembers
  - 二人のエラリイ・クイーンの秘密 Which Expounds the Ellery Queens Mystery
  - メグレと盗まれた書類 About Maigret and the Stolen Papers
  - エルキュール・ポアロの生涯─アーサー・ヘイスティングズ大尉のノートに基づく The Life of Hercule Poirot Based on the Notes of Captain Arthur Hastings
  - フィリップ・マーロウはいかにして誕生したか About the Birth of Philip Marlowe
- The Tigers of Subtopia (1982)
  - かも The Dupe (1956)
  - 春咲く花 Flowers That Bloom in the Spring (1979)
  - ザ・ボイラー The Boiler
  - 殺人者 The Murderer
  - 情事の終りに The Last Time (1971)
  - 手ぬかり The Flaw (1979)
  - 金に見合う価値 Value for Money (1980)
- ホームズ対ポアロ Did Sherlock Holmes Meet Hercule― (1988)
- テレビを憎んだ男 The Man Who Hated Television (1995)
  - テレビを憎んだ男 The Man Who Hated Television (1994)
  - ブルーベルの森で In the Bluebell Wood (1994)
  - アルカディアの有名人 I, Too, Lived in Arcadia (1989)
  - ぼくを見たことのある人いませんか? Has Anybody Here Seen Me? (1987)
  - あざ The Birthmark (1985)
  - マグレガーを待ちながら Waiting for Mr. McGregor (1979)
  - 手品 The Conjuring Trick (1990)
  - 夢のほうがまし The Dream is Better (1982)
  - The Borgia Heirloom (1987)
  - ホームズ対ポアロ Did Sherlock Holmes Meet Hercule─? (1987)
  - メイヘム・パーバの災厄 Holocaust at Mayhem Parva (1990)
- A Julian Symons Sherlockian Duet (2000)
- The Detections of Francis Quarles (2006)

### その他、伝記・文学評論
戦記
- Buller's Campaign (1963)
- England's Pride: The Story of the Gordon Relief Expedition (1965)

歴史もの
- Between the Wars (1972)
- The Angry 30s (1976)

詩
- A Reflection on Auden (1973)

伝記・評伝
- A. J. A Symons: His Life & Speculations (1950)
- チャールズ・ディケンズ Charles Dickens (1951)
- トーマス・カーライル Thomas Carlyle. The life and ideas of a prophet (1952?)
- Horatio Bottomley (1955)
- コナン・ドイル Conan Doyle - Portrait of an Artist (1979)
- アガサ・クリスティー Agatha Christie - the Art of Her Crimes (1981)
- ダシール・ハメット Dashiel Hammett (1985)
- オスカー・ワイルド Oscar Wilde: A problem in Biography (1988)

ノンフィクション
- A Reasonable Doubt (1960)

エッセイ
- Critical Occasions (1966)
- Critical Observations: Diverse Essays (1981)

その他
- Criminal Acts (1955)
- The General Strike - A Historical Portrait (1959)
- 1930年代　（別訳：　彷徨と混迷の時代 一九三〇年代の政治と文学） The Thirties: a Dream Revolved (1960) - 1975年に改訂
- Crime and Detection: An Illustrated History from 1840 (1966)
- Notes From Another Country (1972)
- ブラッディ・マーダー―探偵小説から犯罪小説への歴史 Bloody Murder - From the Detective Story to the Crime Novel: A History (1972) - 1973年、エドガー賞特別賞受賞
- 告げ口心臓―E.A.ポオの生涯と作品 The Tell-Tale Heart: The Life and Works of Edgar Allan Poe (1978)
- Crime and Detection Quiz (1983)
- 1948 and 1984. The Second Orwell Memorial Lecture (1984)
- Two Brothers. Fragments of a Correspondence (1985)
- Makers of the New: The Revolution in Literature, 1912-1939 (1987)
- Somebody Else (1990) stories
- The Thirties and The Nineties (1990)
- Portraits of The Missing: Imaginary Biographies (1991)
- Does Literature Exist? (1992) Lurcy Lecture, Amherst College
- Criminal Practices -Symons on Crime Writing 60s to 90s (1994)
- Hell Gate

### 編著
- An Anthology of War Poetry (1942)
- Selected Writings of Samuel Johnson (1949)
- Carlyle: Selected Works (1957)
- Essays & Biographies by A.J.A. Symons (1969)
- 13の判決　Verdict of Thirteen: a Detection Club Anthology (1978)
- Edgar Allan Poe Selected Tales (1980)
- New Poetry 9, an Arts Council Anthology (1983)
- Classic Crime Omnibus (1984)

### 詩
- Confusions About X (1938)
- The Second Man (1943)

邦訳のうち『二月三十一日』の元版と『1930年代』の二冊はサイモンズと表記している。

## 文学賞受賞歴
- 1957年 - 『殺人の色彩』でクロスド・レッド・ヘリング賞受賞
- 1960年 - 『犯罪の進行』でシルバー・ダガー賞受賞
- 1961年 - 『犯罪の進行』でエドガー賞 長編賞受賞
- 1971年 - 『二月三十一日』でマルティン・ベック賞受賞
- 1977年 - スウェーデン推理作家アカデミー賞グランドマスター賞受賞
- 1982年 - アメリカ探偵作家クラブ巨匠賞を受賞
- 1990年 - 英国推理作家協会ダイヤモンド・ダガー賞（功労賞）受賞